# Fluorek rubidu
Fluorek rubidu, RbF – nieorganiczny związek chemiczny, sól rubidowa kwasu fluorowodorowego. Krystalizuje w układzie regularnym typu NaCl.
Można go otrzymać np. w reakcjach:
- wodorotlenku rubidu z kwasem fluorowodorowym:

RbOH + HF → RbF + H2O
- węglanu rubidu z kwasem fluorowodorowym:

Rb2CO3 + 2HF → 2RbF + H2O + CO2↑
Następnie oczyszcza się go przez krystalizację.
Związek ten powstaje też podczas gwałtownej reakcji metalicznego rubidu z gazowym fluorem, która nie ma jednak zastosowania syntetycznego:
2Rb + F2 → 2RbF